# Pseudonomoneura tinkhami
Pseudonomoneura tinkhami is een vliegensoort uit de familie Mydidae. De wetenschappelijke naam van de soort is, geplaatst in het geslacht Nomoneura, voor het eerst geldig gepubliceerd in 1950 door Hardy.
De soort komt voor in de Verenigde Staten.